# Anoplotettix cruciatus
Anoplotettix cruciatus är en insektsart som beskrevs av Dlabola 1984. Anoplotettix cruciatus ingår i släktet Anoplotettix och familjen dvärgstritar. Inga underarter finns listade i Catalogue of Life.